# Маложиленко, Анна Карповна
Анна Карповна Маложиленко (15 января 1902 год, село Великие Будища, Зеньковский уезд, Полтавская губерния, Российская империя — 11 марта 1986 года, Артёмовск, Диканьский район, Полтавская область, УССР, СССР) — колхозница, Герой Социалистического Труда (1948).

## Биография
Родилась 15 января 1901 года в селе Великие Будища Зеньковского уезда Полтавской губернии (сегодня — Диканьский район Полтавской области). Происходила из крестьянской семьи.
Получила лишь начальное образование, после чего начала работать в сфере сельского хозяйства. В 1943 году была назначена звеньевой Артёмовского свекольного совхоза Полтавской области.
В 1947 году звено, которым руководила Анна Маложиленко и постоянно показывавшее до того хорошие результаты в сборе зерновых и технических культур, собрало 34,38 центнера ржи (на гектар) с площади в 9 гектаров. Высокие показатели урожая ржи при выполнении совхозом своего плана послужили официальным поводом (согласно указу Президиума Верховного Совета СССР от 30 апреля 1948 года) для присвоения Анне Маложиленко звания Героя Социалистического Труда, а также для вручения ей ордена Ленина и медали «Серп и Молот».
Также Анна Маложиленко являлась депутатом Чутовского районного совета депутатов трудящихся и принимала участие во Всесоюзной сельскохозяйственной вставке.
В 1960 году вышла на пенсию с присвоением звания «персональный пенсионер союзного значения». Затем стала жительницей посёлка городского типа Артёмовск Чутовского района Полтавской области.
Скончалась 11 марта 1986 года. Похоронена на поселковом кладбище.

## Награды
- Герой Социалистического Труда — Указом Президиума Верховного Совета от 30 апреля 1948 года
- Орден Ленина (1948)
- Медаль «За трудовую доблесть»

## Источник
- Музалевский М. В. Герои Социалистического Труда. Биобиблиографический словарь. — М.: РИЦ «Кавалер», 2008. — Т. 2. — 200 с.